# Rourea martiana
Rourea martiana é uma espécie  de planta com flor pertencente à família Connaraceae.
A autoridade científica da espécie é Baker, tendo sido publicada em Flora Brasiliensis 14(2): 178. 1871.

## Brasil
Esta espécie  é nativa e endémica do Brasil, podendo ser encontrada nas Regiões Nordeste e Sudeste. Em termos fitogeográficos pode ser encontrada nos domínios da Caatinga, Cerrado e Mata Atlântica.
Não ocorrem táxons infra-específicos no Brasil.